# ザ・ハント
『ザ・ハント』（The Hunt）は、2020年のアクション・スリラー映画。監督はクレイグ・ゾベル、出演はベティ・ギルピンとエマ・ロバーツなど。富裕層が娯楽として行う「人間狩り」を題材にしたサバイバル・アクション映画。R15+指定。

## ストーリー

### プロローグ
暮らしていた州・性別・年齢などの異なる12人の男女が、どこかも分からない広大な森の中で目を覚ます。広場に置かれていた箱を開封すると、そこには一匹の子豚と、多くの銃器や武器が入っていた。
すると突然、銃声が鳴り響いて、何者かに命を狙われていることを知った彼らは逃げ惑う。彼らは、セレブが娯楽目的で一般市民を狩る『マナーゲート』と呼ばれる人間狩りゲームのターゲットにされたのだ。たちまち数人のメンバーが殺害され、残された者たちは逃亡を余儀なくされる。

### 序盤
ガソリンスタンドに逃げ込んだ3人は、店主に偽装していた老夫妻によって殺害される。アフガニスタン帰りの美女 クリスタル・クリーシーは、特殊部隊さながらの危機察知力と格闘射撃能力を持ち、ガソリンスタンドの老夫妻の罠を見抜いて殺害する。
その後、クリスタルはガソリンスタンドの外にあった車に欧州連合のナンバープレートが隠されているのを見つける。ガソリンスタンドに逃げ込んできた中年男性のゲイリーと共に難民たちが隠れた列車に飛び乗ったクリスタルは、しばらくして軍隊によってクリスタル達は保護される。
難民キャンプに連れてこられたクリスタルは先述のナンバープレートや尋問した職員の言葉の訛りから自分達がクロアチアにいることを知る。

### 中盤
アメリカ大使館のスタッフがクリスタル達を保護しにくるが、クリスタルは彼を車から突き落として轢き殺す。乗っていた車のトランクには、死体となったゲイリーが乗せられており、彼は大使館の人間ではなくマナーゲート運営関係者だったのだ。
保護されていた老人ドンと共に、マナーゲートで自分たちを襲っていたハンターたちを襲撃したクリスタルは、男女5人を制圧。そこで無線で連絡してきた女性のおかげで、ドン老人が相手側の人間だと判明し、彼を射殺する。

### 終盤
運営者のアジトを聞き出したクリスタルは、そこで黒幕の女性アシーナと話をして、なぜ自分たちがここに呼ばれたのかを知る。「人間狩りをしている」とあらぬ噂をSNSで書き込まれた女性は、その噂をした人間たちへの報復として、人間狩りを現実にすることで復讐しようとしたのだ。だが、クリスタルは同姓同名の他人と間違われて、ここに呼ばれていた。
キッチンで、女性2人の熾烈な格闘戦となり、双方傷だらけになりながらも、クリステルはアシーナを殺害。刺された傷を焼いて、ドレスを身にまとってその場を後にしたクリステルは、アシーナの個人旅客機に乗り込み、年代物ワインをラッパ飲みしたところで、物語は終わりを告げる。

## キャスト
※括弧内は日本語吹替。
- クリスタル・クリーシー: ベティ・ギルピン（樋口あかり）
  - 子供時代のクリスタル: チャーリー・スローター
- アシーナ・ストーン: ヒラリー・スワンク（本田貴子）
- スタテン・アイランド: アイク・バリンホルツ（綿貫竜之介）
- ドン: ウェイン・デュヴァル（辻親八）
- ゲイリー: イーサン・サプリー（宮本崇弘）
- ヨガ・パンツ: エマ・ロバーツ（春名風花）
- ターゲット: クリス・ベリー
- ヴァニラ・ナイス: スタージル・シンプソン
- ビッグ・レッド: ケイト・ノウリン
- マー: エイミー・マディガン（宮寺智子）
- ポップ: リード・バーニー（中博史）
- リチャード: グレン・ハワートン（志村知幸）
- トラッカー: ジャスティン・ハートリー ※クレジットなし
- デッド・セクシー: シルヴィア・グレース・クリム
- バンダナ・マン: ウォーカー・バビントン
- ランディ: ジェイソン・カークパトリック
- リバティ: テリー・ワイブル（英語版）（成田佳恵）
- フォークソンヴォイ: メイコン・ブレア
- クライシス・マイク: ウスマン・アリー（英語版）
- ポール: J・C・マッケンジー（英語版）
- ドクター: スティーヴ・コールター
- マーティン: ディーン・ウェスト
- デール: スティーヴ・モケイト
- ケリー: ハンナ・アリン
- ニコール: タダセイ・ヤング
- オハラ: ジム・クロック
- その他の日本語吹き替え：小林操／ボルケーノ太田／近内仁子／露崎亘／三日尻望／渡谷美帆／山本高広／大河元気／越後屋コースケ

日本語版スタッフ：演出：日向泰祐、翻訳：古市暁子、調整：山本和利、制作：東北新社

## 製作
2018年3月、クレイグ・ゾベルが本作の監督に起用された。2019年3月、ベティ・ギルピン、アイク・バリンホルツ、エマ・ロバーツ、グレン・ハワートン、ジャスティン・ハートリーの出演が決まった。4月、エイミー・マディガン、ジム・クロック、スティーヴ・モケイト、ディーン・ウェスト、チャーリー・スローターの起用が発表された。7月、ヒラリー・スワンクがキャスト入りした。

### 撮影・音楽
本作の主要撮影は2019年2月10日にルイジアナ州ニューオーリンズで始まり、同年4月5日に終了した。
2019年7月8日、ヘザー・マッキントッシュが本作で使用される楽曲を手掛けるとの報道があった。しかし、マッキントッシュは後に降板したため、ネイサン・バーが新たに起用された。2020年3月13日、バック・ロット・ミュージックが本作のサウンドトラックを発売した。

## 公開
当初、本作は2019年9月27日に全米公開される予定だったが、後に公開日は同年10月18日→9月27日と変更された。ところが、8月にデイトンとエルパソで銃乱射事件が発生したことを受けて、ユニバーサル・ピクチャーズは本作のプロモーション活動の中止を表明した。数日後、ユニバーサルは本作を公開スケジュールから引き上げた。
2020年2月11日、ユニバーサルは本作を同年3月13日に全米公開すると発表した。その日は13日の金曜日というホラー映画を封切るのに相応しい日であった。本作は予定通りに封切られたものの、その前後から新型コロナウイルスの流行が拡大し、多くの映画館が閉鎖に追い込まれた。20日、そうした事態を受けて、ユニバーサル・ピクチャーズは本作のデジタル配信を開始した。

## マーケティング
2019年7月12日、本作のティーザー映像が公開された。30日、本作のオフィシャル・トレイラーが公開された。2020年2月11日、本作の全米公開日が再設定されたのに合わせて、本作の新しいオフィシャル・トレイラーが公開された。

## 興行収入
本作は『ブラッドショット』及び『君といた108日』と同じ週に封切られ、公開初週末に600万ドル前後を稼ぎ出すと予想されていたが、その予想は的中した。2020年3月13日、本作は全米3028館で公開され、公開初週末に530万ドルを稼ぎ出し、週末興行収入ランキング初登場5位となった。

## 評価

### 風刺要素に対する批判と製作サイドの釈明
本作のストーリーは「富裕層が一般人を娯楽として殺害する」というものだが、保守層は本作を「リベラル・エリートがトランプ大統領の支持者を虐殺していく様子を描いた映画だ」と批判した。
2019年8月9日、ドナルド・トランプ大統領は自身のTwitterで「リベラルを標榜するハリウッドは怒りと憎悪に燃える最悪のレイシストだ。(中略)。近日公開予定の映画は社会に混乱をもたらすために製作された。ハリウッドは自らの手で暴力を生み出し、異なる思想の持ち主を糾弾しようとしている。ハリウッドは真のレイシストであり、我が国にとって害悪である」とツイートした。トランプ大統領は作品名を挙げていないが、マスメディアは本作に対する批判であると解釈して報道した。
「試写会に参加した者の中に、本作の政治風刺に対して不快感を露わにした者がいた」「当初、本作のタイトルは『Red State Vs. Blue State.』だった」という虚偽報道もあったが、ユニバーサル側はそのような事実はないと否定している。
なお、ゾベル監督は「『ザ・ハント』は分断されて闘争を繰り広げる両サイドを風刺するものであって、どちらかの側に立った映画ではない」という趣旨のことを述べている。

### 批評家からの評価
本作に対する批評家の評価は平凡なものに留まっている。映画批評集積サイトのRotten Tomatoesには242件のレビューがあり、批評家支持率は57%、平均点は10点満点で5.84点となっている。サイト側による批評家の見解の要約は「『ザ・ハント』はダークでユーモラスな雰囲気のアクションスリラー映画としては十分な出来映えである。しかし、現代社会に対する風刺の部分は的を外している。」となっている。また、Metacriticには45件のレビューがあり、加重平均値は50/100となっている。なお、本作のCinemaScoreはC+となっている。